# 河南能源
河南能源化工集團有限责任公司（Henan Energy and Chemical Industry Group Company Limited），簡稱河南能源和河南能源化工集團，前身為「河南煤業化工集團有限责任公司」，是以煤炭、化工、有色金属、装备制造、物流贸易、建筑矿建、金融服务等業務。它的总部位于河南省郑州市郑东新区商务外环与商务西三街交叉口国龙大厦。
現時由董事長及首席執行官為陳祥恩主理。
其集團由2008年12月由永煤集团、焦煤集团、鹤煤集团、中原大化、河南省煤气集团合併而成。也是由中國國有企業之一。在2011年美国《财富杂志》评选的世界500强排名中，位列第446位。
其後，2013年9月12日，河南煤化和義煤集團組成現時「河南能源化工集團有限责任公司」。
2014年在中国企业联合会、中国企业家协会发布的《2014年中国企业500强榜单》中名列第60位。
2016年6月23日，該公司出售漯河銀鴿實業集團有限公司，原因在過去2年內出現嚴重虧損。